# علامة ميكي ماوس

علامة ميكي ماوس في الملتقى الصافني الفخذي، حيثُ يظهر: الوريد الصافن الكبير (GSV)، والوريد الصافن الإضافي (ASV) المتوسع، والوريد الفخذي الأصلي (CFV)

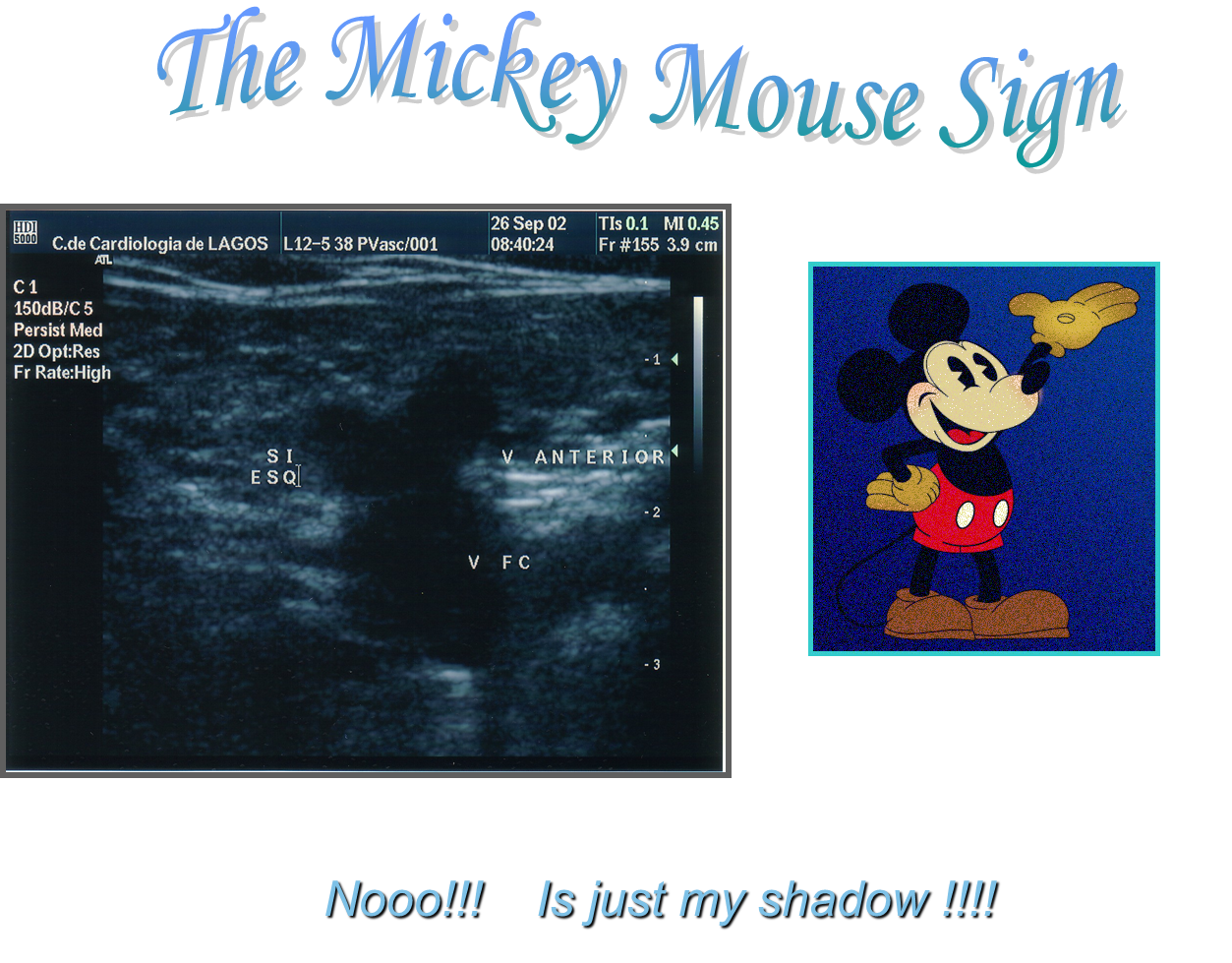
شريحة العرض الأصلية لعلامة ميكي ماوس في اجتماع تشيفاز في برلين عام 2002.

علامة ميكي ماوس هي علامةٌ طبية تُشبه رأس شخصية ميكي ماوس (إحدى شخصيات والت ديزني). قُدمت هذه العلامة لأول مرةٍ في اجتماعٍ تشيفاز والذي عقد في برلين عام 2002، حيثُ وصفها الطبيب لورديس سيرول بأنها تظهر في المغبن عندما يكون الوريد الصافن الإضافي المتوسع موجودًا، بحيث يُمثل الوريد الفخذي الأصلي (CFV) رأس ميكي ماوس، ويمثل الوريد الصافن الكبير (GSV) والوريد الصافن الإضافي (ASV) الأُذنين. تعتبر علامة ميكي ماوس مفتاحًا تشخيصيًا مُهمًا للتحقق من قصور الوريد الصافن الإضافي.
وصف بعضُ المؤلفين من «منظر ميكي ماوس» مستوحينه من هذه العلامة، حُيث يوصف المنظر عند الموصل الصافني الفخذي في المغبن، بحيثُ يمثل الوريد الفخذي الأصلي (CFV) رأس ميكي ماوس، ويمثل الوريد الصافن الكبير (GSV) والشريان الفخذي (CFA) الأُذنين.
يُمكن أن تشاهد هذه العلامة في مناطق مُختلفة من الجسم، وتتضمن:
- الدماغ المتوسط في الشلل فوق النووي المترقي (PSP).[2]
- مرض بادجيت متعدد العظام: يستعمل التصوير الومضاني للعظم مع تكنيشيوم-99m ثنائي فسفونات الميثيلين بحيثُ يُظهر زيادةً في الامتصاص في مناطق نشاط المرض. زيادة امتصاص التصوير الومضاني للعظم في الجسم وفي شوكة الفقرة يُشبه رأس ميكي ماوس.[3]
- الثالوث البابي في المسوحات بالموجات فوق الصوتية لقناء الصفراء، مع الوريد البابي يُشبه رأس ميكي ماوس، والقناة الصفراوية المشتركة والشريان الكبدي تمثلان الأذنين.[4]
- علامة ميكي ماوس في الحوض: فتق مثاني أربي ثنائي الجانب على تصوير المستوى المستعرض.[5]
- كريات الدم الحمراء المشوهة شبيهة ميكي ماوس، هي كريات دم حمراء بجدارٍ خلوي غير مُنتظم، وانتقال الهيموغلوبين إلى بعض المناطق، مكونًا شكل أذني ميكي ماوس.[6] ظهور هذه الخلايا المُشوهة في البول قد يدُل على نزف خارج الكبيبة.[7]
- انسداد الموصل الحالبي الحويضي (UPJO).[8]